# Candida albicans
Candida albicans je diploidna gljiva (oblik kvasca) koje se razmnožava seksualnim putem, ali ne dolazi do mejoze. C. albicans može da izazove oportunističke oralne i genitalne infekcije kod ljudi. Sistemske gljivične infekcije su značajne kod imunokompromitovanih pacijenata (AIDS, pacijenta na hemoterapiji, ili transplancionih pacijenata). Oboljenja koje uzrokuje candida se mogu javiti i kod preterane primene antibiotika, kao i kod neadekvatne prehrane (visok unos ugljenih hidrata). C. albicans je komenzualna i nalazi se u normalnoj flori usne šupljine. Normalno se C. albicans može nalaziti kao deo fiziološke flore kod 80% ljudske populacije, bez štetnih efekata, a njen prekomjeran rast i razmnožavanje se manifestuju pojavom kandidijaze. Kandidijaza može zahvatiti genitalni trakt, probavni trakt, ili se može naći u krvi.

## Literatura
- Waldman A, Gilhar A, Duek L, Berdicevsky I (2001). „Incidence of Candida in psoriasis—a study on the fungal flora of psoriatic patients”. Mycoses. 44 (3–4): 77—81. PMID 11413927. doi:10.1046/j.1439-0507.2001.00608.x.
- Zordan RE, Miller MG, Galgoczy DJ, Tuch BB, Johnson AD (2007). „Interlocking Transcriptional Feedback Loops Control White-Opaque Switching in Candida albicans”. PLoS Biology. 5 (10): e256. PMC 1976629 . PMID 17880264. doi:10.1371/journal.pbio.0050256.
- Rossignol T, Lechat P, Cuomo C, Zeng Q, Moszer I, d'Enfert C (2008). „CandidaDB: a multi-genome database for Candida species and related Saccharomycotina”. Nucleic Acids Research. 36 (Database issue): D557—61. PMC 2238939 . PMID 18039716. doi:10.1093/nar/gkm1010.
- „How Candida albicans switches phenotype – and back again: the SIR2 silencing gene has a say in Candida's colony type”. NCBI Coffeebreak. 24. 11. 1999. Приступљено 02. 11. 2008.

## Spoljašnje veze
- Candida Genome Database
- U.S. National Institutes of Health on the Candida albicans genome
- Mycobank data on Candida albicans